# 185580 Andratx
185580 Andratx è un asteroide della fascia principale. Scoperto nel 2008, presenta un'orbita caratterizzata da un semiasse maggiore pari a 2,4609282 au e da un'eccentricità di 0,0705171, inclinata di 2,38635° rispetto all'eclittica.
L'asteroide è dedicato all'omonimo villaggio dell'isola di Maiorca. 